# Anglesola
|  | Aquest article tracta sobre el municipi. Vegeu-ne altres significats a «Anglesola (llinatge)». |

Anglesola és un municipi de la comarca de l'Urgell. Està situat a l'oest de la comarca, al límit amb la comarca del Pla d'Urgell.
La festa dels Tres Tombs d'Anglesola forma part del Catàleg del Patrimoni Festiu de Catalunya.

## Història[1]

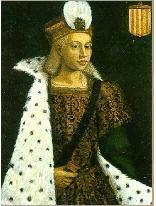
Ramon Berenguer II

El topònim d'Anglesola, el trobem el 1079 sota la forma Angulariola, derivat molt probablement del llatí ecclesiola, església petita.
En un document del 1079, Ramon Berenguer II i Berenguer Ramon II cedien les terres a Berenguer Gombau perquè les repoblés. Es convertia en el centre de la baronia d'Anglesola, decisiva en la reconquesta catalana. El llinatge de la baronia va prendre el nom del castell. A partir del segle xii, es va dividir en tres branques: els senyors de Vallbona, els de Bellpuig i els d'Anglesola. El 1097, se cita per primera vegada l'església de la població i el 1139 es funda un hospital per a pobres.
El llinatge dels Anglesola es va extingir en 1382 i Martín I va lliurar la baronia a Pere de Benviure, un protegit de la reina Maria de Luna. Més tard va passar a les mans dels Erill, el llinatge del qual va desaparèixer el 1475. Finalment, va acabar en poder dels comtes de Perelada, que van tenir la senyoria fins al final de l'antic règim.

### Cultura[1]
L'actual església parroquial està dedicada a Sant Pau de Narbona i es creu que va ser construïda al mateix lloc en el qual es trobava l'original. És del segle xv, de nau única, amb capelles laterals i cor. La coberta està composta per una combinació de voltes de creueria i d'aresta al costat de voltes de canó. El campanar, de planta quadrada, està adossat als murs. La part superior està tancada amb una balustrada.
A cada un dels costats de la porta d'entrada hi ha dues imatges del romànic que representen Sant Pere i Sant Pau. Ambdues estan datades del segle xii i són obra de Ramon de Bianya. El segle xiv, es va afegir a l'església un retaule de pedra dedicat a la Verge que es conserva en un museu de Boston. També es troba una talla en pedra policromada del segle xiv. A la dreta es troba la capella de la Santa Creu, d'estil renaixentista i construïda entre 1693 i 1722.
Tenia un altar d'estil xurrigueresc, obra d'Isidre Espinalt, que va ser destruït durant la Guerra Civil i que es va restaurar el 1961. Té un reliquiari en el qual es conserven fragments de la Santa Creu que, segons la tradició, va portar Martí des del Montsant fins a la ciutat el segle xiii.
La vila tenia tres creus de terme, de les quals únicament se'n conserva una, situada a la plaça de Santa Anna. Es troba elevada sobre tres esglaons, al sòcol es pot veure gravat l'escut de la ciutat. La creu està coronada per un capitell on hi ha esculpides les imatges de diversos sants. És considerada com a Monument Històric Artístic.
A la plaça Major poden veure's les restes de la portalada d'un antic convent de trinitaris, fundat el segle xiii. És d'estil romànic de transició i té gravat l'escut de l'ordre i una imatge de Sant Joan de Mata.
Anglesola celebra la seva Festa Major al mes de maig. Una altra festivitat destacada és la de Sant Antoni Abat, al mes de març, durant la que se celebra la festa dels Tres Tombs i una fira medieval.

## Geografia
- Llista de topònims d'Anglesola (Orografia: muntanyes, serres, collades, indrets…; hidrografia: rius, fonts...; edificis: cases, masies, esglésies, etc.).

Té un relleu molt pla, ja que es troba al bell mig de la plana d'Urgell.
Tot l'Urgell és un pla inclinat des del sud-est, que té per punts de referència més elevats Sant Guim de Freixenet, Talavera i Llorac, i continua amb les muntanyes del Tallat sobre la ribera del Corb. Per això les aigües, tant dels vessants d'aquest riu com del Sió i la seva conca es dirigeixen del sud-est al nord-est, en la mateixa direcció i paral·lelament a la via central del Pla discorren les aigües de l'Ondara, que fou el petit recurs fluvial molt aprofitat pels pagesos d'Anglesola abans del canal amb vista al regadiu i les peixeres d'uns quants molins que funcionaven en el seu terme. Així el poble i el terme d'Anglesola estan en el pla o vessant que dona les aigües a l'Ondara. Hi ha una zona de tossalets des del barri de Sant Miquel cap a llevant, una serra i planell de poca alçada entre els termes d'Anglesola i Bellpuig; la resta és el gran pla, solcat per l'Ondara i els aiguamolls.
L'extrem occidental del poble, que és el primitiu, fou construït sobre un relleu que actualment té uns vuit metres sobre la plana. Això el defensava de les rovinades que desbordaven l'Ondara.

## Clima i pluviometria
El clima és continental, amb hiverns frígids i temperatures baixes i amb estius molt calorosos i temperatures extremadament altes. La pluviometria és escassa i sol caure uns 350 litres per metre quadrat a l'any, per tant, és un clima força sec.

## Vegetació
Sembla que una bona part del pla d'Urgell, era cobert primitivament de rebolls d'alzina, anomenada Carrasca ilex, algun pi blanc, boga, arç, canya xiula, vímets i herbes pròpies de la zona quasi estepàries.

## Demografia
| 1497 f | 1515 f | 1553 f | 1717 | 1787 | 1857  | 1877  | 1887  | 1900  | 1910  |
| ------ | ------ | ------ | ---- | ---- | ----- | ----- | ----- | ----- | ----- |
| 0      | 85     | 94     | 550  | 632  | 1.284 | 1.406 | 1.547 | 1.696 | 1.864 |

| 1920  | 1930  | 1940  | 1950  | 1960  | 1970  | 1981  | 1990  | 1992  | 1994  |
| ----- | ----- | ----- | ----- | ----- | ----- | ----- | ----- | ----- | ----- |
| 1.950 | 1.977 | 1.956 | 1.941 | 1.732 | 1.437 | 1.325 | 1.300 | 1.229 | 1.229 |

| 1996  | 1998  | 2000  | 2002  | 2004  | 2006  | 2008  | 2010  | 2012  | 2014  |
| ----- | ----- | ----- | ----- | ----- | ----- | ----- | ----- | ----- | ----- |
| 1.211 | 1.242 | 1.277 | 1.284 | 1.293 | 1.303 | 1.332 | 1.355 | 1.385 | 1.360 |

| 2016  | 2018  | 2020  | 2022  | 2024  | 2026 | 2028 | 2030 | 2032 | 2034 |
| ----- | ----- | ----- | ----- | ----- | ---- | ---- | ---- | ---- | ---- |
| 1.335 | 1.328 | 1.365 | 1.350 | 1.367 | -    | -    | -    | -    | -    |

## Economia
El canal d'Urgell rega el terme que es dedica a l'agricultura de regadiu (cereals, farratges i arbres fruiters).
Les indústries són petites i dedicades a la transformació de productes agraris (farina) i al gènere de punt.

## Transports
La carretera C-148 comunica el poble amb la N-II, direcció Balaguer. El poble també està comunicat amb l'A-2, amb la sortida 503 direcció Barcelona - Lleida, o pel lateral direcció Lleida - Barcelona.

## Llocs d'interès
- Àlber de les Cases de Barbens
- Cal Gassol[2]
- Museu del Carro
- Les Cases de Barbens. Caseria situada al nord-oest d'Anglesola.[3]
- Sant Pere del Paganell. Antic priorat benedictí.[4]
- Montargull. Antic castell i terme.[5]
- Hi ha masies com la Masia d'Emmaús[6][7] o la Masia Mingot.[8]